# Dérgombák
A dérgombák (Taphrinomycetes) a gombák (Fungi) országába és a tömlősgombák (Ascomycota) törzsébe tartozó osztály, amelynek egyetlen rendje a Taphrinales rend. A mintegy 100 idetartozó faj erősen kötődik gazdanövényéhez. Elsősorban edényes növények, főként a Rosaceae család, kisebb részben pedig a páfrányok parazitái.

## Rendszertan
Egyes rendszertanokban a tömlősgombák nem törzsként, hanem osztályként, a dérgombák pedig ezen belül vagy önálló alosztályként (Taphrinomycetidae), vagy az élesztőszerű tömlősgombák (Protoascomycetidae) alosztályának Taphrinales rendjeként szerepelnek.

## Tulajdonságaik
A gazdanövényt nem ölik meg, élősködésükkel csupán jellegzetes tüneteket – például levélfodrosodást, „boszorkányseprű-képzést” (oldalelágazás-megsokszorozódást) vagy gyümölcsdeformációt okoznak. Fajaik több alapvető tulajdonságban különböznek a többi tömlősgombától. Sohasem képeznek termőtestet. Aszkuszaik a gazdanövény felszínének epidermiszsejtjei közül törnek elő csoportosan, amitől a növény felszíne finoman deres, viaszos lesz. Haploid életszakaszukban a gazdanövény levelének felszínén az élesztőgombákéhoz hasonló, szaprotróf módon élő sarjmicéliumot fejlesztenek. Dikariofázisukban viszont sejtek közötti (intercelluláris) hifákat képeznek. Ezek a magpáros, parazita hifák táplálkozásuk tekintetében függetlenek a haploid sarjmicéliumtól, ami rokonsági kapcsolatukra utal a bazídiumos gombák (Basidiomycetes) egyik rendjével, az üszöggombákéval (Ustilaginales). Feltételezések szerint az üszöggombák a dérgombák őseiből alakulhattak ki. A haploid fázis élesztőszerű sarjmicéliuma ugyanakkor az élesztőgombákból való származásukra utal.

## Dérgomba által okozott betegségek
Egyetlen nemzetségük fajait gazdanövényük és az okozott tünetek alapján különítik el. A bábaszilva (Taphrina pruni) a szilvafák termését torzítja el. Az őszibarack és a mandula levélfodrosodását a T. deformans okozza. A T. carpini gyertyánfajokon „boszorkányseprűt” képez.